# Unione Sportiva Lecce
La Unione Sportiva Lecce és un club de futbol de la ciutat de Lecce a Itàlia. L'uniforme local de l'equip és vermell amb ratlles grogues. Els jugadors i aficionats del Lecce també se'ls coneix amb el sobrenom de salentini.

## Història
El club va ser fundat el 15 de març de l'any 1908 amb el nom de Sporting Club Lecce. El primer president en va ser Francesco Marangi. Durant aquells temps els colors del Lecce eren ratlles blanques i negres, cosa que va fer que també fossin coneguts a Itàlia com a bianconeri.
Durant la temporada 1923-24 el club es va separar, abans de tornar el 16 de setembre de 1927 com Unione Sportiva Lecce. Tot i aquesta separació i el canvi de nom el Lecce va seguir conservant els colors originals del club. El primer president amb el nou nom va ser Luigi López y Rojo.
El debut del Lecce a la màxima categoria del futbol italià va produir-se ser la temporada 1985-86. Aquella temporada però, el Lecce va descendir com a l'últim classificat. Però ha aconseguit pujar a la sèrie A diverses vegades, sobretot a partir del 1999.

## Jugadors

### Plantilla 2025-26
A 8 agost 2025 
| N. | Pos. | Nac. | Jugador                       |
| -- | ---- | --- | ----------------------------- |
| 1  | POR  | [[Fitxer:Flag of Germany.svg\|23x15px\|border \|alt=Alemanya\|link=Selecció de futbol d'Alemanya\|{{#if:\|]]                     | Christian Früchtl             |
| 4  | DEF  | [[Fitxer:Flag of Angola.svg\|23x15px\|border \|alt=Angola\|link=Selecció de futbol d'Angola\|{{#if:\|]]                          | Kialonda Gaspar               |
| 5  | MIG  | [[Fitxer:Flag of Albania.svg\|23x15px\|border \|alt=Albània\|link=Selecció de futbol d'Albània\|{{#if:\|]]                       | Medon Berisha                 |
| 7  | DAV  | [[Fitxer:Flag of Spain.svg\|23x15px\|border \|alt=Espanya\|link=Selecció de futbol d'Espanya\|{{#if:\|]]                         | Tete Morente                  |
| 8  | MIG  | [[Fitxer:Flag of Tunisia.svg\|23x15px\|border \|alt=Tunísia\|link=Selecció de futbol de Tunísia\|{{#if:\|]]                      | Hamza Rafia                   |
| 9  | DAV  | [[Fitxer:Flag of Montenegro.svg\|23x15px\|border \|alt=Montenegro\|link=Selecció de futbol de Montenegro\|{{#if:\|]]             | Nikola Krstović               |
| 10 | DAV  | [[Fitxer:Flag of Côte d'Ivoire.svg\|23x15px\|border \|alt=Costa d'Ivori\|link=Selecció de futbol de la Costa d'Ivori\|{{#if:\|]] | Konan N'Dri                   |
| 12 | DEF  | [[Fitxer:Flag of France (1794–1815, 1830–1974).svg\|23x15px\|border \|alt=França\|link=Selecció de futbol de França\|{{#if:\|]]  | Frédéric Guilbert             |
| 14 | MIG  | [[Fitxer:Flag of Iceland.svg\|23x15px\|border \|alt=Islàndia\|link=Selecció de futbol d'Islàndia\|{{#if:\|]]                     | Þórir Jóhann Helgason         |
| 17 | DEF  | [[Fitxer:Flag of Portugal.svg\|23x15px\|border \|alt=Portugal\|link=Selecció de futbol de Portugal\|{{#if:\|]]                   | Danilo Veiga                  |
| 19 | DEF  | [[Fitxer:Flag of France (1794–1815, 1830–1974).svg\|23x15px\|border \|alt=França\|link=Selecció de futbol de França\|{{#if:\|]]  | Gaby Jean                     |
| 20 | MIG  | [[Fitxer:Flag of Albania.svg\|23x15px\|border \|alt=Albània\|link=Selecció de futbol d'Albània\|{{#if:\|]]                       | Ylber Ramadani                |
| 22 | DAV  | [[Fitxer:Flag of Zambia.svg\|23x15px\|border \|alt=Zàmbia\|link=Selecció de futbol de Zàmbia\|{{#if:\|]]                         | Lameck Banda                  |
| 25 | DEF  | [[Fitxer:Flag of Italy.svg\|23x15px\|border \|alt=Itàlia\|link=Selecció de futbol d'Itàlia\|{{#if:\|]]                           | Antonino Gallo                |
| 28 | DEF  | [[Fitxer:Flag of Australia (converted).svg\|23x15px\|border \|alt=Austràlia\|link=Selecció de futbol d'Austràlia\|{{#if:\|]]     | Sebastian Esposito            |
| 29 | MIG  | [[Fitxer:Flag of Mali.svg\|23x15px\|border \|alt=Mali\|link=Selecció de futbol de Mali\|{{#if:\|]]                               | Lassana Coulibaly             |
| 30 | POR  | [[Fitxer:Flag of Italy.svg\|23x15px\|border \|alt=Itàlia\|link=Selecció de futbol d'Itàlia\|{{#if:\|]]                           | Wladimiro Falcone (2n capità) |
| 32 | POR  | [[Fitxer:Flag of Finland.svg\|23x15px\|border \|alt=Finlàndia\|link=Selecció de futbol de Finlàndia\|{{#if:\|]]                  | Jasper Samooja                |

| N. | Pos. | Nac. | Jugador                                  |
| -- | ---- | --- | ---------------------------------------- |
| 36 | MIG  | [[Fitxer:Flag of Poland.svg\|23x15px\|border \|alt=Polònia\|link=Selecció de futbol de Polònia\|{{#if:\|]]                                           | Filip Marchwiński                        |
| 42 | DEF  | [[Fitxer:Flag of the Netherlands.svg\|23x15px\|border \|alt=Països Baixos\|link=Selecció de futbol dels Països Baixos\|{{#if:\|]]                    | Vernon Addo                              |
| 44 | DEF  | [[Fitxer:Flag of Portugal.svg\|23x15px\|border \|alt=Portugal\|link=Selecció de futbol de Portugal\|{{#if:\|]]                                       | Tiago Gabriel                            |
| 50 | DAV  | [[Fitxer:Flag of Argentina.svg\|23x15px\|border \|alt=Argentina\|link=Selecció de futbol de l'Argentina\|{{#if:\|]]                                  | Santiago Pierotti                        |
| 75 | MIG  | [[Fitxer:Flag of France (1794–1815, 1830–1974).svg\|23x15px\|border \|alt=França\|link=Selecció de futbol de França\|{{#if:\|]]                      | Balthazar Pierret                        |
| 77 | MIG  | [[Fitxer:Flag of France (1794–1815, 1830–1974).svg\|23x15px\|border \|alt=França\|link=Selecció de futbol de França\|{{#if:\|]]                      | Mohamed Kaba                             |
| —  | DEF  | [[Fitxer:Flag of Ireland.svg\|23x15px\|border \|alt=Irlanda\|link=Selecció de futbol de la República d'Irlanda\|{{#if:\|]]                           | Corrie Ndaba                             |
| —  | DEF  | [[Fitxer:Flag of Côte d'Ivoire.svg\|23x15px\|border \|alt=Costa d'Ivori\|link=Selecció de futbol de la Costa d'Ivori\|{{#if:\|]]                     | Owen Kouassi                             |
| —  | DEF  | [[Fitxer:Flag of Chile.svg\|23x15px\|border \|alt=Xile\|link=Selecció de futbol de Xile\|{{#if:\|]]                                                  | Matías Pérez                             |
| —  | MIG  | [[Fitxer:Flag of the Netherlands.svg\|23x15px\|border \|alt=Països Baixos\|link=Selecció de futbol dels Països Baixos\|{{#if:\|]]                    | Olaf Gorter                              |
| —  | MIG  | [[Fitxer:Flag of Bosnia and Herzegovina.svg\|23x15px\|border \|alt=Bòsnia i Hercegovina\|link=Selecció de futbol de Bòsnia i Hercegovina\|{{#if:\|]] | Niko Kovač                               |
| —  | MIG  | [[Fitxer:Flag of Morocco.svg\|23x15px\|border \|alt=Marroc\|link=Selecció de futbol del Marroc\|{{#if:\|]]                                           | Youssef Maleh                            |
| —  | MIG  | [[Fitxer:Flag of France (1794–1815, 1830–1974).svg\|23x15px\|border \|alt=França\|link=Selecció de futbol de França\|{{#if:\|]]                      | Rémi Oudin                               |
| —  | MIG  | [[Fitxer:Flag of Turkey.svg\|23x15px\|border \|alt=Turquia\|link=Selecció de futbol de Turquia\|{{#if:\|]]                                           | Enes Yilmaz                              |
| —  | DAV  | [[Fitxer:Flag of Italy.svg\|23x15px\|border \|alt=Itàlia\|link=Selecció de futbol d'Itàlia\|{{#if:\|]]                                               | Francesco Camarda (cedit per l'AC Milan) |
| —  | DAV  | [[Fitxer:Flag of Italy.svg\|23x15px\|border \|alt=Itàlia\|link=Selecció de futbol d'Itàlia\|{{#if:\|]]                                               | Marco Delle Monache                      |
| —  | DAV  | [[Fitxer:Flag of Finland.svg\|23x15px\|border \|alt=Finlàndia\|link=Selecció de futbol de Finlàndia\|{{#if:\|]]                                      | Henri Salomaa                            |

### Cedits a altres equips
A 8 agost 2025
| N. | Pos. | Nac. | Jugador                                                             |
| -- | ---- | --- | ------------------------------------------------------------------- |
| —  | POR  | [[Fitxer:Flag of Romania.svg\|23x15px\|border \|alt=Romania\|link=Selecció de futbol de Romania\|{{#if:\|]]  | Alexandru Borbei (al Foggia fins al 30 de juny de 2026)             |
| —  | DEF  | [[Fitxer:Flag of Germany.svg\|23x15px\|border \|alt=Alemanya\|link=Selecció de futbol d'Alemanya\|{{#if:\|]] | Marlon Ubani (al Salernitana fins al 30 de juny de 2026)            |
| —  | MIG  | [[Fitxer:Flag of Italy.svg\|23x15px\|border \|alt=Itàlia\|link=Selecció de futbol d'Itàlia\|{{#if:\|]]       | Giacomo Faticanti (al Juventus Next Gen fins al 30 de juny de 2026) |

| N. | Pos. | Nac. | Jugador                                                    |
| -- | ---- | --- | ---------------------------------------------------------- |
| —  | MIG  | [[Fitxer:Flag of Ireland.svg\|23x15px\|border \|alt=Irlanda\|link=Selecció de futbol de la República d'Irlanda\|{{#if:\|]] | Ed McJannet (al Ternana Calcio fins al 30 de juny de 2026) |
| —  | DAV  | [[Fitxer:Flag of Romania.svg\|23x15px\|border \|alt=Romania\|link=Selecció de futbol de Romania\|{{#if:\|]]                | Rareș Burnete (al Juve Stabia fins al 30 de juny de 2026)  |
| —  | DAV  | [[Fitxer:Flag of Finland.svg\|23x15px\|border \|alt=Finlàndia\|link=Selecció de futbol de Finlàndia\|{{#if:\|]]            | Eetu Mömmö (al Haka fins al 31 de desembre de 2025)        |

## Rècords de jugadors
Els 10 màxim golejadors de la història del club.
| #  | Jugador            | País      | Gols |
| -- | ------------------ | --------- | ---- |
| 1  | Anselmo Bislenghi  | Itàlia    | 87   |
| 2  | Franco Cardinali   | Itàlia    | 66   |
| 3  | Pedro Pasculli     | Argentina | 54   |
| 4  | Aurelio De Marco   | Itàlia    | 50   |
| 5  | Gaetano Montenegro | Itàlia    | 49   |
| 6  | Javier Chevantón   | Uruguai   | 45   |
| 7  | Luigi Silvestri    | Itàlia    | 45   |
| 8  | Pietro De Santis   | Itàlia    | 43   |
| 9  | Ennio Fiaschi      | Itàlia    | 40   |
| 10 | Giancarlo Ferrari  | Itàlia    | 36   |